# Daniel Klibansky
Daniel Klibansky – argentyński zapaśnik walczący w obu stylach. Zajął czwarte miejsce na mistrzostwach panamerykańskich w 1994. Brązowy medalista igrzysk Ameryki Południowej z 1998. Wicemistrz mistrzostw Ameryki Południowej w 2011 i 1993 roku.